# Bishunzi
Bishunzi är ett periodiskt vattendrag i Burundi.   Det ligger i provinsen Kirundo, i den norra delen av landet, 130 kilometer nordost om huvudstaden Bujumbura.
Omgivningarna runt Bishunzi är en mosaik av jordbruksmark och naturlig växtlighet. Runt Bishunzi är det tätbefolkat, med 343 invånare per kvadratkilometer.